# 威利·莫羅
威利·李·莫羅（英語：Willie Lee Morrow，1939年10月9日—2022年6月22日）是一位美國商人和發明家，曾在非裔美國人的護髮行業工作。 他因發明非洲裔撥片和開發Jheri捲髮的先驅而聞名。

## 職業生涯
莫羅於1959年在聖地亞哥開設了他的第一家美髮沙龍。後來，他創立了加州捲髮公司，該公司以開發和商業化非洲髮型而聞名，也被稱為非洲逗或“埃茲特茲”。它還開發了加州捲髮療法，這是Jheri捲髮的前身，從1960年代到1990年代，莫羅的公司和理髮店位於聖地亞哥的集市街。在編寫了一本關於如何正確剪裁有紋理的非裔美國人頭髮的手冊《黑人頭髮的剪裁和定型原理》之後，莫羅受美國國防部的委託，向軍事理髮師教授黑髮定型技術。以這種身份，他在美國軍事基地和戰區剪頭髮。
著名的非裔美國畫家、前聖地亞哥閃電隊足球運動員厄尼·巴恩斯在一幅名為“威利的理髮店”的畫作中描繪了莫羅在市場街的理髮店。
莫羅還在聖地亞哥開創了非裔美國媒體的先河。他首先在1979年建立了Black廣播電台XHRM 92.5，然後在1986年創辦了聖地亞哥的某個日報。他收藏的古董髮型設計工具中的各種物品在加利福尼亞埃斯孔迪多藝術中心的一個關於非裔美國人頭髮文化的博物館展覽中展出。